# Políptico de San Pedro
El Políptico de San Pedro es una pintura al óleo sobre tabla del maestro del Renacimiento italiano Pietro Perugino, datado en torno a 1496-1500. Los paneles del políptico se conservan en la actualidad en distintos lugares. El luneto y el panel central, que representa la Ascensión de Cristo, se encuentran en el Museo de Bellas Artes de Lyon.

## Historia
El políptico fue encargado originariamente para la abadía de San Pedro de Perugia. El contrato fue firmado por Perugino y por el abad Lattanzio di Giuliano da Firenze el 8 de marzo de 1495. El acuerdo incluía un gran retablo y varios paneles para ser insertados en un grandioso altar, con un marco arquitectónico de madera diseñado por Giovanni Domenico da Verona. La tabla principal estaría dedicada a la Ascensión de Cristo, con un luneto con el tema Dios en la Gloria entre ángeles, mientras que la predela no se había definido todavía. El pago total fue de 500 ducados de oro y el plazo de entrega máximo de dos años y medio.
Los distintos paneles fueron pintados entre enero de 1496 y finales de 1499, con una solemne inauguración del altar el 13 de enero de 1500. El historiador del arte de la época Giorgio Vasari elogió sobre todo la predela, que describió como la mejor obra del artista en Perugia.
En 1591 tuvo lugar una reforma total del coro de la iglesia, que obligó al desmantelamiento del altar. Se perdió el marco de madera original y las tablas se ubicaron en diversas zonas de la iglesia y de la sacristía. Con las supresiones religiosas de 1797 la obra fue confiscada, terminando por dividirse entre varios museos franceses. Algunos paneles se quedaron en Perugia y otros fueron a parar a las colecciones papales de Roma. En particular, la parte central terminó en Ruan, tras la donación de Pío VII en 1816.

## Descripción
El cimacio estaba separado del retablo principal por una cornisa, de manera similar al retablo de Vallombrosa. A los lados había dos columnas que sostenían el remate en forma de arco de la cornisa. Sobre la base de cada columna, que tenía forma de paralelepípedo, había tres paneles con imágenes de santos. Estas tablas estaban unificadas con un mismo fondo, de color azul en la parte superior y con una base inferior de mármol. A los lados de las tres tablillas de la predela con Historias de Cristo se encontraban los dos santos protectores de Perugia, Herculano y Constancio.
El políptico estaba compuesto por las siguientes obras:
- La Ascensión de Cristo (280 x 216 cm). Esta obra fue copiada casi en su totalidad por Perugino y su taller para el posterior retablo de Sansepolcro. El retablo de Vallombrosa también utilizó una composición similar, a su vez inspirada por la Ascensión de la Capilla Sixtina, actualmente desaparecida. Actualmente se encuentra en el Museo de Bellas Artes de Lyon.
- Dios en la Gloria con querubines y ángeles (114 x 230 cm). En el cimacio se representa a Dios en una nube rodeado por querubines y serafines, con dos ángeles simétricos a los lados. Museo de Bellas Artes de Lyon.
- Tondo de Jeremías (127 cm de diámetro). Museo de Bellas Artes de Nantes.
- Tondo de Isaías (127 cm de diámetro).  Museo de Bellas Artes de Nantes.
- Adoración de los Magos (panel de la predela, 32 x 59 cm), actualmente en el Museo de Bellas Artes de Ruan.
- Bautismo de Cristo (panel de la predela, 32 x 59 cm), Museo de Bellas Artes de Ruan.
- Resurrección (panel de la predela, 32 x 59 cm), Museo de Bellas Artes de Ruan.
- San Herculano (panel de la predella, 32 x 38 cm), Galería Nacional de Umbría, Perugia.
- San Constancio, (panel de la predela, 32 x 38 cm), Galería Nacional de Umbría, Perugia.
- San Mauro (panel sobre la base de la columna, 32 x 38 cm), Galería Nacional de Umbría, Perugia.
- San Pedro Vincioli (panel sobre la base de la columna, 33 x 28,5 cm), Galería Nacional de Umbría, Perugia.
- Santa Escolástica (panel sobre la base de la columna, 32 x 28 cm), Galería Nacional de Umbría, Perugia.
- San Benito (panel sobre la base de la columna, 33,5 x 26 cm), Pinacoteca Vaticana, Roma.
- Santa Flavia (panel sobre la base de la columna, 35 x 26 cm), Pinacoteca Vaticana, Roma.
- San Plácido (panel sobre la base de la columna, 33,5 x 30 cm), Pinacoteca Vaticana, Roma.

## Estilo
El políptico, realizado poco tiempo antes que los frescos de la Sala de Audiencias del Colegio del Cambio, muestra la plenitud artística del pintor, con una rotundidad en el modelado que anticipa en algunos aspectos a Rafael, su alumno más ilustre. Las figuras tienen líneas delicadas, refinadas y ligeras, y la representación del cielo es realista, con una parte inferior más clara y la superior más oscura.

## Posible reconstrucción
|  |  |  |  |  |  |  |
|  |  |  |  |  |  |  |
|  |  |  |  |  |  |  |